# Attilio Benfatto
Attilio Benfatto (Caselle, 10 de março de 1943 – Mirano, 5 de abril de 2017) foi um desportista italiano que competiu em ciclismo na modalidade de pista, especialista nas provas de perseguição por equipas e médio fundo; ainda que também disputou carreiras de estrada.
Ganhou duas medalhas no Campeonato Mundial de Ciclismo em Pista, prata em 1964 e bronze em 1974.
Em estrada conseguiu duas vitórias de etapa no Giro d'Italia, nos anos 1969 e em 1972. Ademais, obteve uma medalha de bronze no Campeonato Mundial de Ciclismo em Estrada de 1966, na prova de contrarrelógio por equipas.

## Medalheiro internacional

### Ciclismo em pista
| Campeonato Mundial | Campeonato Mundial | Campeonato Mundial | Campeonato Mundial          |
| Ano                | Lugar              | Medalha            | Competição                  |
| ------------------ | ------------------ | ------------------ | --------------------------- |
| 1964               | Paris ( França)    | Medalha de prata   | Perseguição por equipas (A) |
| 1974               | Montreal ( Canadá) | Medalha de bronze  | Médio fundo (P)             |

### Ciclismo em estrada
| Campeonato Mundial | Campeonato Mundial                | Campeonato Mundial | Campeonato Mundial         |
| Ano                | Lugar                             | Medalha            | Competição                 |
| ------------------ | --------------------------------- | ------------------ | -------------------------- |
| 1966               | Nürburgring ( Alemanha Ocidental) | Medalha de bronze  | Contrarrelógio por equipas |

## Palmarés em estrada
- 1966

Vencedor de uma etapa do Tour de l'Avenir
Vencedor de uma etapa na Carrera de la Paz
 Medalha de bronze no Campeonato do Mundo em contrarrelógio por equipas, com Luciano Dalla Bona, Mino Denti e Pietro Guerra
- 1969

Vencedor de uma etapa no Giro d'Italia
- 1972

Vencedor de uma etapa no Giro d'Italia

### Resultados em Grandes Voltas
| Carreira        | 1967 | 1968 | 1969 | 1970 | 1971 | 1972 | 1973 | 1974 |
| --------------- | ---- | ---- | ---- | ---- | ---- | ---- | ---- | ---- |
| Giro d'Italia   | Ab.  | 38º  | 25º  | 57º  | 62º  | 55º  | Ab.  | 90º  |
| Tour de France  | -    | -    | -    | 60º  | Ab.  | -    | -    | -    |
| Volta a Espanha | -    | -    | -    | -    | -    | -    | -    | -    |

-: não participa
Ab.: abandono

## Palmarés em pista

### Campeonatos do Mundo
- 1964

 Medalha de prata de perseguição por equipas
- 1974

 Medalha de bronze de médio fundo

### Campeonatos nacionais
Campeão da Itália de perseguição por equipas amador: 1963
Campeão da Itália de médio fundo: 1972, 1973, 1974 i 1975